# Sten Linder-Aronson
Sten Yngve Linder-Aronson, född den 14 april 1930 i Lund, är en svensk odontolog. Han är bror till Lennart Linder-Aronson.
Linder-Aronson avlade tandläkarexamen vid Tandläkarhögskolan i Malmö 1954 och specialistkompetensexamen vid Tandläkarhögskolan i Stockholm 1963. Han blev odontologie doktor och docent i Stockholm 1970. Linder-Aronson var distriktstandläkare inom Jämtlands läns landsting 1954–1957, amanuens och assistent vid Tandläkarhögskolan i Stockholm 1957–1960, länsortodontist inom Jämtlands läns landsting 1960–1962, övertandläkare inom Örebro läns landsting 1962–1981, professor i ortodonti vid Karolinska institutet 1981–1995 och dekanus vid odontologiska fakulteten där 1984–1993. Han blev hedersdoktor i Aten 1992 och i Kanton 1995.